# Bulbophyllum scutiferum
Bulbophyllum scutiferum là một loài phong lan thuộc chi Bulbophyllum.